# Andreapol'skij rajon
L'Andreapol'skij rajon in russo Андреапольский район? è un rajon dell'Oblast' di Tver', nella Russia europea; il capoluogo è Andreapol'. Istituito nel 1927, ricopre una superficie di 3.051 chilometri quadrati ed ospitava nel 2010 una popolazione circa 13.600 abitanti.